# Branchefællesskaberne for Arbejdsmiljø
BrancheFællesskaberne for Arbejdsmiljø (BFA) (tidl. BrancheArbejdsmiljøRådene) er en aktør på arbejdsmiljøområdet på det danske arbejdsmarked.
I BFA samarbejder arbejdstager- og arbejdsgiverorganisationer om at fremme et godt arbejdsmiljø i Danmark.
Branchefællesskaberne er opdelt i fem branchespecifikke fællesskaber:
- BFA Velfærd og Offentlig administration
- BFA Bygge & Anlæg
- BFA Industri
- BFA Handel, Finans og Kontor
- BFA Transport, Service, Turisme og Jord til Bord

De fem branchefællesskaber støtter arbejdspladserne med branchespecifik information og råd om arbejdsmiljø ved blandt andet at lave vejledninger, konferencer og uddannelse.

## Dialogforum
Som et supplement til den arbejdsmiljøindsats, der foregår i de enkelte branchefælleskaber, er der nedsat et Dialogforum for tværgående indsatser med repræsentanter fra branchefællesskaberne og Arbejdsmiljørådet.
Dialogforummets formål er at styrke samarbejdet og koordineringen mellem Arbejdsmiljørådet og branchefællesskaberne. Forummet er med andre ord en metode til at myndigheds- og partsindsatserne på arbejdsmiljøområdet arbejder tættere sammen om politiske prioriteringer og aktuelle arbejdsmiljøudfordringer.
I Dialogforum fremsættes forslag til tværgående aktiviteter, som Arbejdsmiljørådet derefter prioriterer, godkender og iværksætter.